# Nils Wennermark
Nils Wennermark, född på 1600-talet, död 1723 eller 1724, var en svensk borgmästare och riksdagsman.

## Biografi
Nils Wennermark föddes på 1600-talet. Han arbetade som borgmästare i Falköpings stad och var riksdagsledamot för borgarståndet i Falköping vid riksdagen 1713–1714 och riksdagen 1719. Wennermark avled 1723 eller 1724.